# メトロ・トレインズ・メルボルン

メルボルン近郊路線図

メトロ・トレインズ・メルボルン（Metro Trains Melbourne)はオーストラリアのメルボルンで通勤電車を運行する会社。香港のMTRの子会社である。メトロは405キロメートルの線路と219の駅を管理し、通勤電車を運行している。駅や線路、車両はビクトリア州が保有している。メルボルンの人口は2001年から100万人増加し鉄道の利用者数も増加傾向にあるため、州政府は駅の高架化や新型車両の導入などを計画的に進めている 。

## 路線

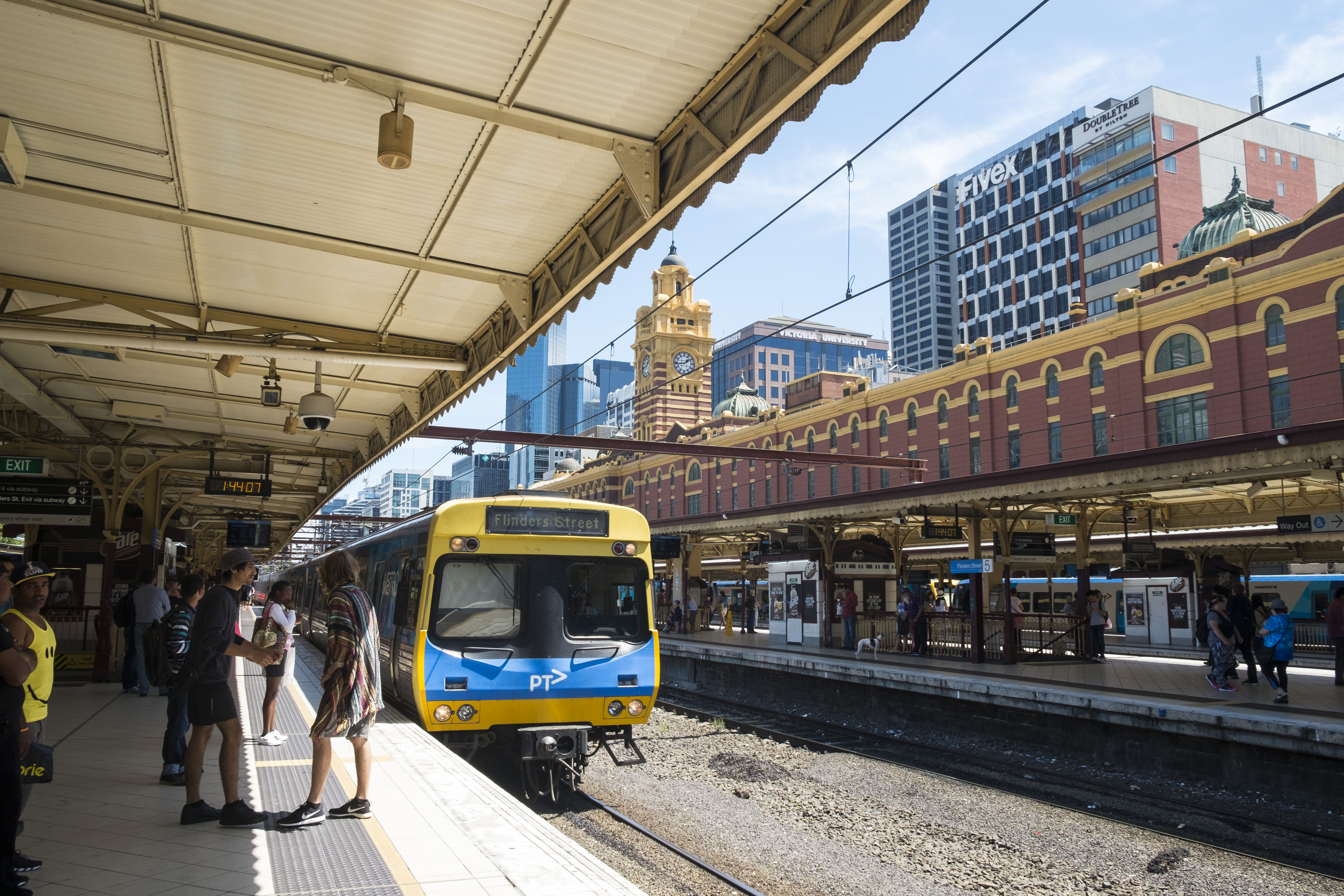
フリンダース・ストリート駅

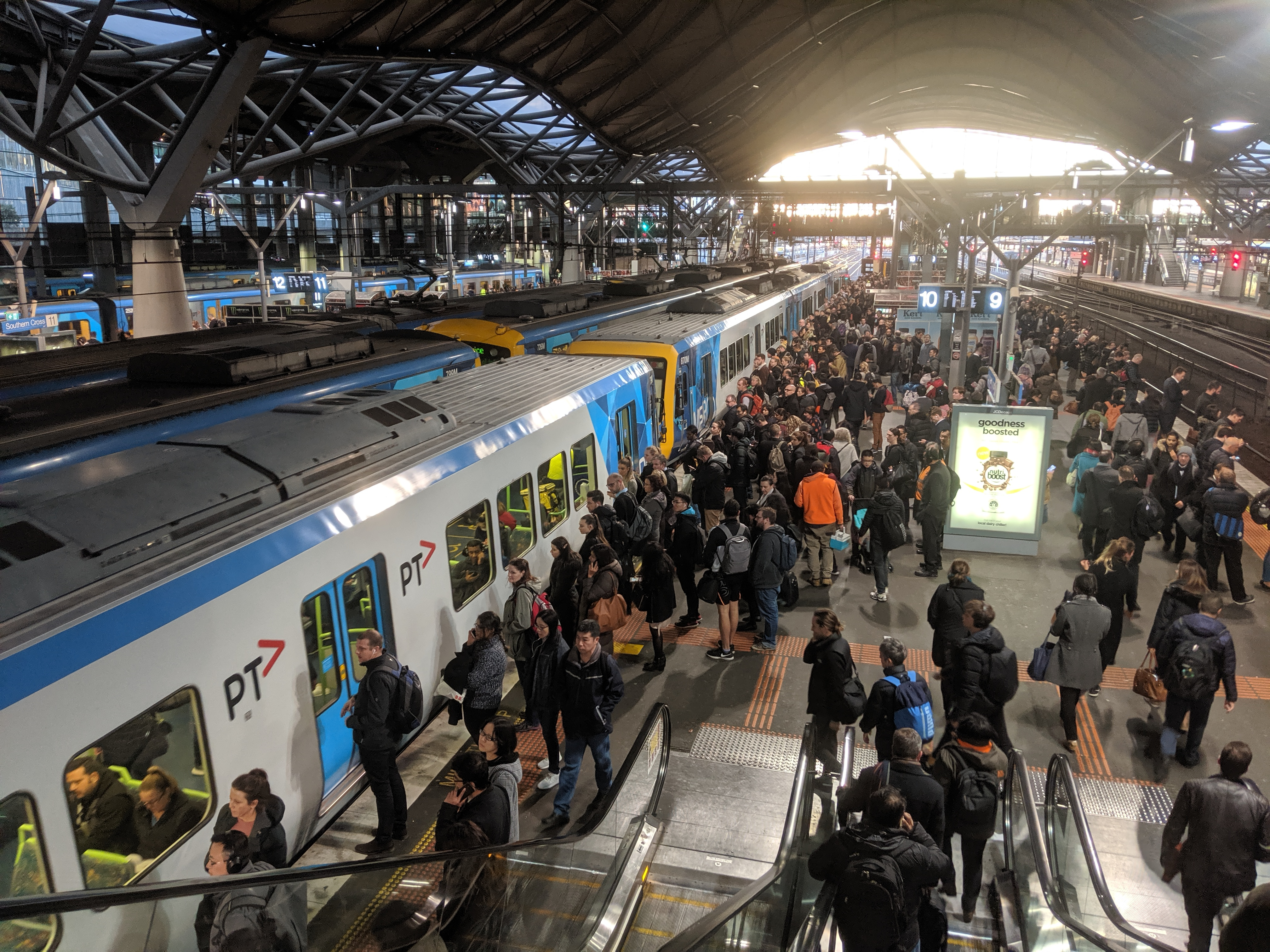
サザン・クロス駅　ラッシュアワー

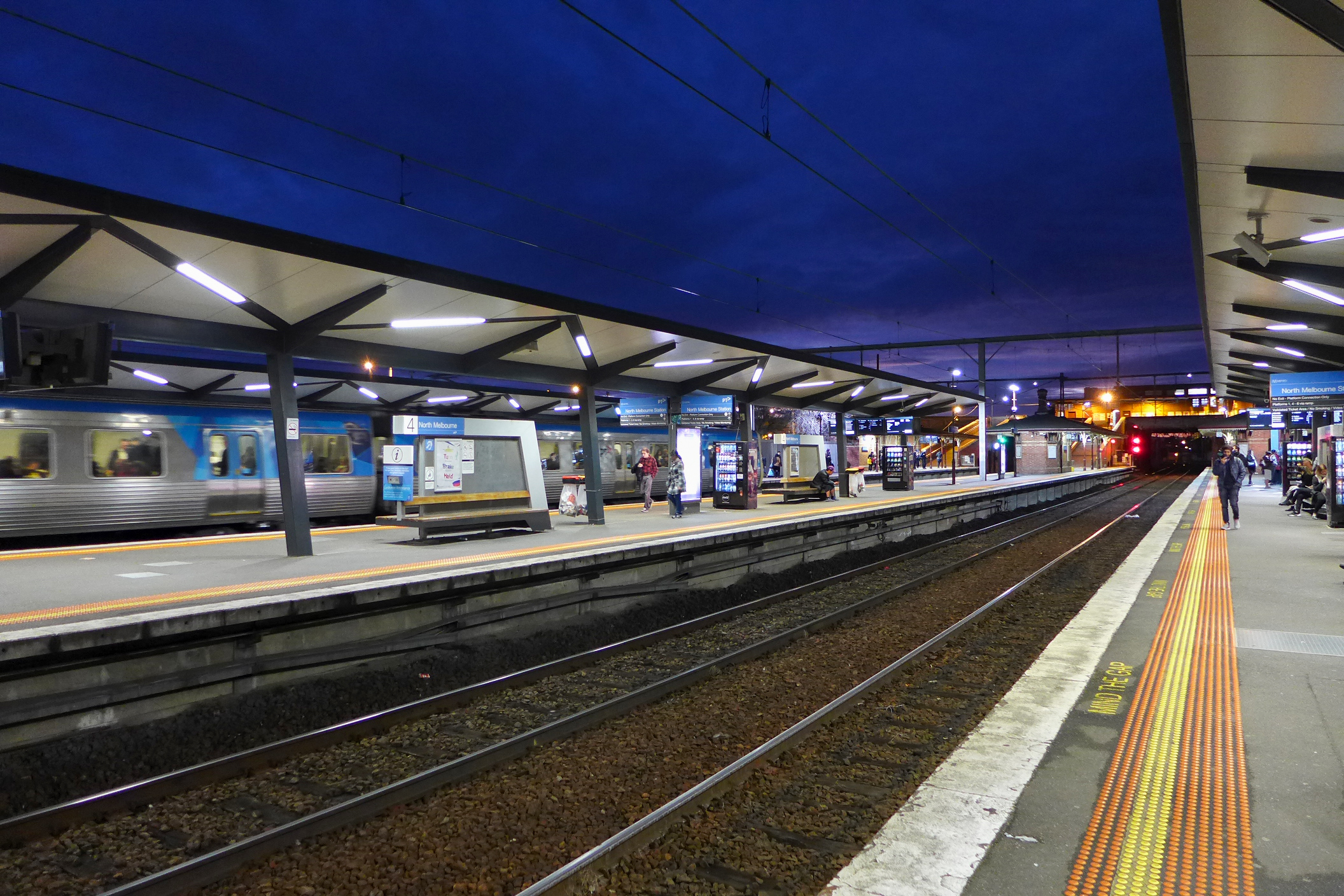
北メルボルン駅　2017年

メトロの路線網はデポ（車庫）ごとに5つのグループが分かれている。西北グループ、東北グループ、東グループ、東南グループ、クロスシティグループである。

### 西北グループ
- アップフィールド線（Upfield Line）
- クレイギバーン線（Craigieburn Line）
- サンブリー線（Sunbury Line）

### 東北グループ
- メルンダ線（Mernda Line)
- ハーストブリッジ線（Hurstbridge Line)

### 東グループ
- リリデール線（Lilydale Line)
- ベルグレーブ線（Belgrave Line）
- アラメイン線（Alamein Line)
- グレンウェイバリー線（Glen Waverley Line）

### 東南グループ
- パケナム線（Pakenham  Line）
- クランボアン線（Cranbourne Line)

### クロスシティ・グループ
- フランクストン線（Frankston Line）
- サンドリンハム線（Sandringham Line)
- ウィリアムスタウン線（Williamstown Line)
- ウェリビー線（Werribee Line)「アルトな線や快速線が含まれる」

### 催事路線
- フレミングトン競馬場線（Flemington Racecourse Line)

### 計画
- en:Metro Tunnel: 中心市街地地下を南北に通る
- en:Melbourne Airport rail link: メルボルン空港連絡線

## 車両

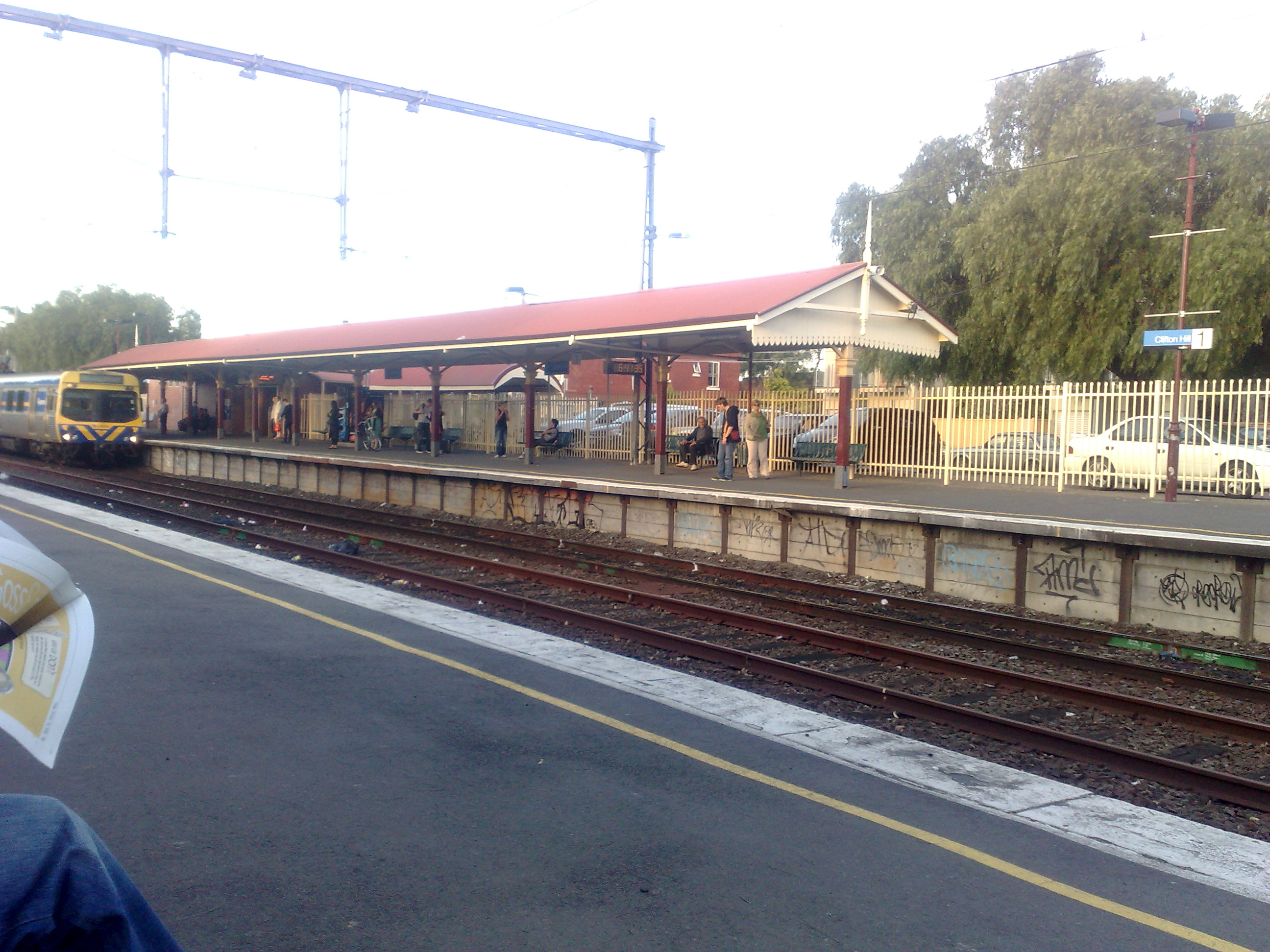
クリフトンヒル駅に到着したコメング電車

車両は長さ25m、幅3mと大型である。6両編成が基本で、支線では3両でも運行される。最新型の「HCMT」が2020年から導入されており、旧式の「コメング」を置き換えている。鉄道利用者の増加に対応するため、HCMTは7両編成で製造されている。
| 車両の名                                | 写真 | 設計最高速度 | 製造年         | 製造数 |
| --------------------------------------- | ---- | ------------ | -------------- | ------ |
| コメング (en:Comeng)                    |      | 115km/h      | 1981年〜1988年 | 570両  |
| シーメンスネクサス（en:Siemens Nexas)   |      | 130km/h      | 2002年〜2005年 | 216両  |
| エクストラポリス100 (en:X'Trapolis 100) |      | 140km/h      | 2002年〜2020年 | 636両  |
| HCMT (en:High Capacity Metro Train)     |      | 130km/h      | 2020年〜2024年 | 490両  |
| エクストラポリス2.0 (en:X'Trapolis 2.0) |      | 130km/h      | 2024年〜       | 150両  |